# Rafael Lira Infante
Rafael Lira Infante (* 15. März 1879 in Santiago de Chile; † 26. September 1958 in Valparaíso) war ein chilenischer Geistlicher und römisch-katholischer Bischof von Valparaíso.

## Leben
Lira Infante war ab 1902 zunächst als Rechtsanwalt tätig, ehe er ins Priesterseminar seiner Heimatstadt eintrat. Am 21. Dezember 1912, mit bereits 33 Jahren, empfing er die Priesterweihe. Er wurde zunächst Lehrer am Priesterseminar von Santiago und später dessen Rektor.
Papst Pius XI. ernannte ihn am 14. Dezember 1925 zum Bischof des neuerrichteten Bistums Rancagua. Die Bischofsweihe empfing Rafael Lira Infante am 3. Januar 1926 durch den späteren Kardinal Benedetto Aloisi Masella, der damals Apostolischer Nuntius in Chile war. Mitkonsekratoren waren Gilberto Fuenzalida Guzmán, Bischof von Concepción, sowie Eduardo Gimpert Paut, Bischof von Valparaíso. Am 17. März 1938 ernannte Papst Pius XI. ihn zum Bischof von Valparaíso, was Lira Infante bis zu seinem Tod im Jahr 1958 blieb.